# 친위대 (러시아 제국)
친위대(러시아어: Лейб-гвардия 레이브 그바르디야[*], 영어: Life Guard)는 러시아 제국의 황제(차르)의 개인 경호부대들이다. 1690년대에 표트르 1세가 정치군인화된 스트렐치를 대신하여 프로이센식 친위부대를 처음 창설한 것이 그 시작이다. 이후 확장을 반복하여, 차르를 밀착 경호하는 부대라기보다 각 야전군들마다 배치되어 있는 정예군을 친위대라고 부르게 되었다. 하지만 경호부대로서의 성격도 아주 없어진 것은 아니라서 평화시에는 제도 상트페테르부르크 근교에 몇 개 연대 병력의 친위대가 상시 주둔했다.

## 편제
1914년 당시 러시아 제국의 친위대 편성은 다음과 같다.

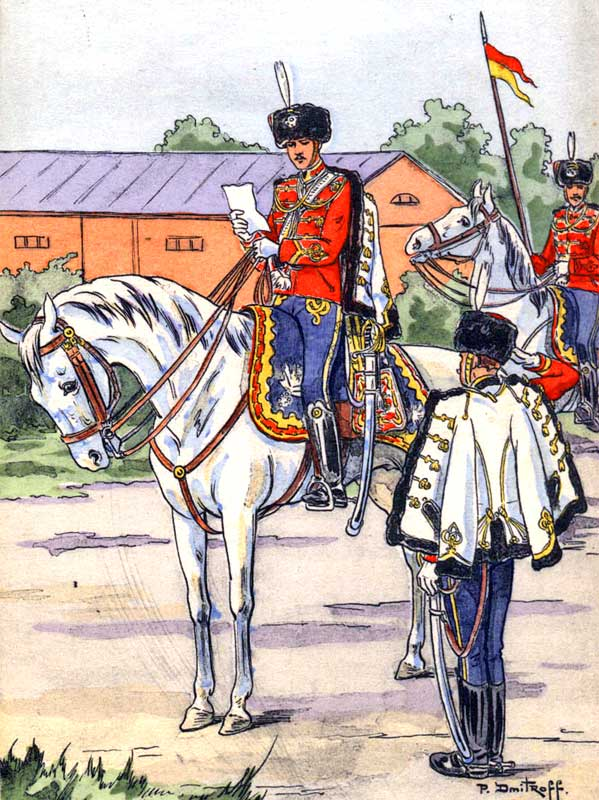
친위검기병연대 부대원(1914년)

친위군단 - 상트페테르부르크 군관구
군단본부 위치: 상트페테르부르크 밀리오나야. (친위군단 소속이 아닌 친위대로는 친위보충기병연대와 친위야전헌병대대가 있다)
- 제1친위보병사단 - 사단본부 위치 상트페테르부르크 폰탄카
  - 제1여단: 친위 프레오브라젠스키 연대, 친위 세묘놉스키 연대
  - 제2여단: 친위 이즈마일롭스키 연대, 친위엽병연대
  - 제1친위포병여단
- 제2친위보병사단 - 사단본부 위치 상트페테르부르크 폰탄카
  - 제1여단: 친위 모스크바 연대, 친위척탄병연대
  - 제2여단: 친위 파블롭스키 연대, 친위 핀란드 연대
  - 제2친위포병여단
- 제1친위기병사단 - 사단본부 위치 상트페테르부르크 폰탄카
  - 제1여단: 마리아 테오도로브나 황후 폐하의 친위기사연대, 친위기마연대
  - 제2여단: 황제 폐하의 친위흉갑기병연대, 마리아 테오도로브나 황후 폐하의 친위흉갑기병연대
  - 제3여단: 황제 폐하의 친위 카자크 연대, 황태자 전하의 친위 아타만 연대, 친위혼성 카자크 연대, 제1우랄 백인대, 제2오렌부르크 백인대, 제3혼성백인대, 제4아무르 백인대
  - 제1친위기병사단 포병여단
- 제2친위기병사단 - 사단본부 위치 상트페테르부르크 폰탄카
  - 제1여단: 친위기마척탄병연대, 알렉산드라 테오도로브나 황후 폐하의 친위창기병연대
  - 제2여단: 친위용기병연대, 황제 폐하의 친위검기병연대
  - 제2친위기병사단 포병여단
- 친위소총여단 - 사단본부 위치 상트페테르부르크 폰탄카
  - 황제 폐하의 제1친위소총연대
  - 제2황궁황궁소총연대
  - 황제 폐하의 제3친위소총연대
  - 제4황족친위소총연대
  - 친위소총여단 포병대대
- 친위기마포병대
- 친위곡사포대대
- 친위공병대대
- 친위항공중대

이하 부대들은 바르샤바 군관구에 주둔한 제23육군단 소속으로, 바르샤바에 군단 본부를 두었다.
- 제3친위기병사단 - 사단본부 바르샤바
  - 제1여단: 친위 리투아니아 연대, 오스트리아 황제 친위 켁스홀름 연대
  - 제2여단: 프리드리히 빌헬름 3세 친위 상트페테르부르크 연대, 친위 볼린스키 연대
  - 제3친위보병사단 포병여단
- 제2보병사단
- 독립친위기병여단: 황제 폐하의 창기병연대, 그로드노 검기병연대
- 제3친위기마포병포대
- 제23곡사포대대
- 제9공병대대

## 계급
친위대 소속 병사와 장교는 "친위-"가 붙음으로써 구분되었다. 예: 친위대령(Лейб-гвардии полковник).
친위대 장교는 동일 계급의 정규군 장교보다 관등제 상 2관등 위의 취급을 받았고, 후대에는 1관등 위 취급으로 변경되었다. 이 관등 변경이 있기 전후를 기준으로 구친위대와 신친위대를 구분했다. 그런데 1884년 친위소령 계급이 폐지되면서 소령 이하 계급들이 자동적으로 1관등씩 올라가서 사실상 구친위대 시절로 되돌아갔다.
| 관등                | 관등                                                            | 범주                                                                        | 보병                                                                     | 기병 / 카자크 (1891년 이전)                                              | 카자크 (1891년 이후)       |
| 구친위대            | 신친위대                                                        |                                                                             |                                                                          |                                                                          |                            |
| ------------------- | --------------------------------------------------------------- | --------------------------------------------------------------------------- | ------------------------------------------------------------------------ | ------------------------------------------------------------------------ | -------------------------- |
| 4등관               | 5등관                                                           | 영관                                                                        | 대령 (Полковник)                                                         | 대령 (Полковник)                                                         | 대령 (Полковник)           |
| 5등관               | 6등관                                                           | 영관                                                                        | 중령 (Подполковник) (1798년 이전까지)                                    | 중령 (Подполковник) (1798년 이전까지)                                    |                            |
| 6등관               | 7등관                                                           | 영관                                                                        | 1등소령, 2등소령 (Премьер-майор, секунд-майор) (1798년 이전까지)         | 1등소령, 2등소령 (Премьер-майор, секунд-майор) (1798년 이전까지)         |                            |
| 7등관               | 8등관                                                           | 위관                                                                        | 대위 (Капитан)                                                           | 기병대위 (Ротмистр)                                                      | 예사울 (Есаул)             |
| 8등관               | 9등관                                                           | 위관                                                                        | 상위 (Штабс-капитан)                                                     | 기병상위 (Штабс-ротмистр)                                                | 하급예사울 (Подъесаул)     |
| 9등관               | 10등관                                                          | 위관                                                                        | 중위 (Поручик)                                                           | 중위 (Поручик)                                                           | 소트니크 (Сотник)          |
| 10등관              | 11등관                                                          | 위관                                                                        | 소위 (Подпоручик)                                                        | 소위 (Подпоручик)                                                        | 코룬즈이 (Хорунжий)        |
| 11등관              | 12등관                                                          | 위관                                                                        | 준위 (Прапорщик)                                                         | 기수 (Корнет)                                                            |                            |
| 12등관              | 13등관                                                          | 부사관                                                                      | 상사 (Фельдфебель)                                                       |                                                                          |                            |
| 13등관              | 14등관                                                          | 부사관                                                                      | 중사 (Сержант) (1800년-1884년)                                           | 파수대장 (Вахмистр)                                                      | 하급코룬즈이 (Подхорунжий) |
| 14등관              |                                                                 | 부사관                                                                      |                                                                          |                                                                          |                            |
|                     |                                                                 | 부사관                                                                      | 하급준위 (Подпрапорщик); 1800년 이후로는 상급하사 (Старший унтер-офицер) | 하급준위 (Подпрапорщик); 1800년 이후로는 상급하사 (Старший унтер-офицер) | 파수대장 (Вахмистр)        |
| 하사 (Унтер-офицер) | 하사 (Унтер-офицер)                                             | 부사관                                                                      | 우랴드니크 (Урядник)                                                     |                                                                          |                            |
| 병장 (Ефрейтор)     |                                                                 | 부사관                                                                      | 프리카즈니 (Приказный)                                                   |                                                                          |                            |
| 사병                | 총사, 수발총병, 척탄병 등. (Мушкетер, фузилер, гренадер и т.д.) | 용기병, 검기병, 흉갑기병, 카자크 등. (Драгун, гусар, кирасир, казак и т.д.) | 카자크 (Казак)                                                           |                                                                          |                            |

## 같이 보기
- 러시아 관등제